# Smolensk
Smolensk (phiên âm: Xmô-len) là một thành phố thuộc tỉnh tự trị Smolensk của Nga.

## Kinh tế

### Giao thông
|  |

## Văn hoá
|  |